# Salem (New Hampshire)
|  | Dieser Artikel wurde aufgrund von inhaltlichen Mängeln auf der Qualitätssicherungsseite des Projektes USA eingetragen. Hilf mit, die Qualität dieses Artikels auf ein akzeptables Niveau zu bringen, und beteilige dich an der Diskussion! Folgende Mängel sollten behoben werden, bevor diese Markierung entfernt werden kann: Viel Spielraum für Verbesserungen, da praktisch kaum Inhalt. |

Salem ist eine 1751 gegründete Town im US-Bundesstaat New Hampshire mit 30.089 Einwohnern im Jahr 2020.
Salem ist die achtgrößte Stadt in New Hampshire mit einer Fläche von 67,0 km². Sie liegt im Süden des Bundesstaates im Rockingham County. Die Interstate 93 verbindet sie mit Boston, Massachusetts.

## Persönlichkeiten
Söhne und Töchter der Stadt:
- Pamela Gidley (1965–2018), Schauspielerin
- Chris Sununu (* 1974), Politiker
- Breanne Hill (* 1990), Schauspielerin

Verbunden mit der Stadt:
- Silas Betton (1768–1822), US-amerikanischer Politiker
- John H. Sununu (* 1939), Politiker
- John E. Sununu (* 1964), Politiker
- Paul Neurath, Spieleentwickler und Unternehmer